# دوريان كبير الأزهار
دوريان كبير الأزهار (الاسم العلمي:Durio grandiflorus) هو نوع من النباتات يتبع جنس الدوريان من الفصيلة الخبازية.